# Gojko Kačar
Gojko Kačar (Szerb cirill: Гојко Качар; Újvidék, 1987. január 26. –) szerb labdarúgó, a német Augsburg hátvédje.

## Pályafutása
Az FK Vojvodina utánpótlás akadémiáján kezdte a pályafutását, később a klub első csapata keretének a tagja lett. 2008-ban a Hertha BSC 3 millió euróért megvásárolta, így a Vojvodina történetének legdrágább játékosa lett. Tagja volt a szerb U21-es válogatottnak, amely a 2007-es U21-es Európa-bajnokságon szerepelt. Kačar mindössze egy mérkőzésen lépett pályára, az Anglia elleni 2–0-ra elveszített találkozón.
2008. szeptember 7-én öt gólt szerzett a magyar U21-es válogatott elleni 8–0-s győzelem alkalmával a 2009-es U21-es labdarúgó-Európa-bajnokság selejtezőjében. A tornán csapata egyetlen találatát is ő szerezte a Svédország ellen 3–1-re elveszített csoportmérkőzésen.

## Pályafutása statisztikái
| Klub      | Szezon   | Bundesliga        | Bundesliga        | Európa | Európa | Összesen | Összesen |
| Klub      | Szezon   | Mérk              | Gól               | Mérk   | Gól    | Mérk     | Gól      |
| --------- | -------- | ----------------- | ----------------- | ------ | ------ | -------- | -------- |
| Hertha    | 2008–09  | 25                | 6                 | 6      | 1      | 31       | 7        |
| Hertha    | 2007–08  | 17                | 1                 | —      | —      | 17       | 1        |
| Hertha    | Összesen | 42                | 7                 | 6      | 1      | 48       | 8        |
| Klub      | Szezon   | Super Liga Srbije | Super Liga Srbije | Európa | Európa | Összesen | Összesen |
| Klub      | Szezon   | Mérk              | Gól               | Mérk   | Gól    | Mérk     | Gól      |
| Vojvodina | 2007–08  | 17                | 10                | 4      | 1      | 21       | 11       |
| Vojvodina | 2006–07  | 22                | 1                 | —      | —      | 22       | 1        |
| Vojvodina | 2005–06  | 26                | 2                 | —      | —      | 26       | 2        |
| Vojvodina | 2004–05  | 12                | 2                 | —      | —      | 12       | 2        |
| Vojvodina | 2003–04  | 1                 | 0                 | —      | —      | 1        | 0        |
| Vojvodina | Összesen | 78                | 15                | 4      | 1      | 82       | 16       |
| Összesen  |          | 120               | 22                | 10     | 2      | 130      | 24       |

(A statisztikák 2009. május 23-a szerintiek.)

## Érdekességek
- Családjában több híres bokszoló is van, a nagybátyja a moszkvai olimpiai bajnok Slobodan Kačar, valamint rokona a montreáli olimpián ezüstérmes Tadija Kačar is. Gojko maga is folytatta családja olimpiai tradícióját, mivel 2008. augusztus 7-én játszott a 2008-as nyári olimpián az Ausztrália elleni mérkőzésen.
- 2009 óta Ena Popov szerb énekesnővel él együtt.